# Nanten Iwa
Nanten Iwa (von japanisch 南天岩 ‚Südhimmelfelsen‘) ist ein kleiner, rötlicher Felsvorsprung im ostantarktischen Königin-Maud-Land. Er ragt 8 km nordöstlich des Kurakake Yama in der Nunatakkergruppe Minami-Yamato Nunatak-Gun auf.
Japanische Wissenschaftler nahmen 1973 Vermessungen und 1981 die Benennung vor.